# اتو لیخا
اتو لیخا (آلمانی: Otto Licha; ۲ نوامبر ۱۹۱۲ – ۹ آوریل ۱۹۹۶) بازیکن هندبال اهل اتریش بود.